# Selenocosmia lanceolata
Selenocosmia lanceolata é uma espécie de aranha pertencente à família Theraphosidae (tarântulas).